# الاشتراكية الليبرالية

ليبرالية

شعار الاشتراكية

الاشتراكية الليبرالية أو الليبرالية الاشتراكية هي فلسفة سياسية اشتراكية تضم مبادئ ليبرالية. لا تهدف الاشتراكية الليبرالية إلى إلغاء الرأسمالية بالكامل واستبدالها بالاشتراكية، ولكنها تدعم بدلاً من ذلك الاقتصاد المختلط الذي يشمل الملكية الخاصة والملكية الاجتماعية في السلع الرأسمالية. على الرغم من أن الاشتراكية الليبرالية تفضل بشكل لا لبس فيه الاقتصاد القائم على السوق، إلا أنها تحدد الاحتكارات القانونية والصناعية لتكون خطأ الرأسمالية وتعارض الاقتصاد غير المنظم تمامًا. وهي تعتبر أن الحرية والمساواة متوافقان ويعتمد كل منهما على الآخر.
تستند مبادئ الاشتراكية الليبرالية إلى أعمال الفلاسفة مثل جون ستيوارت ميل وإدوارد بيرنشتاين وجون ديوي وكارلو روسيلي ونوربرتو بوبيو وشانتال موفي وكارل بولاني. من بين الشخصيات الاشتراكية الليبرالية الهامة الأخرى غيدو كالوغيرو، وبييرو جوبيتي، وليونارد هوبهاوس، وجون ماينارد كينيز، وريتشارد هنري. كان هدف الاشتراكية الليبرالية هو التغلب على الجوانب الاستغلالية للرأسمالية من خلال مصادرة مالكي العقارات والانفتاح على كل فرصة لامتلاك الأراضي. كانت الاشتراكية الليبرالية بارزة بشكل خاص في السياسة البريطانية والإيطالية.
يمكن التعرف على أفكار الاشتراكية الليبرالية المهمة عند جون ستيوارت ميل، الذي وضع نظرية مفادها أن المجتمعات الرأسمالية يجب أن تمر بعملية تدريجية من التنشئة الاجتماعية من خلال الشركات التي يسيطر عليها العمال، والتعايش مع المؤسسات الخاصة. رفض ميل النماذج المركزية للاشتراكية التي يمكن أن تثبط المنافسة والإبداع، لكنه قال إن التمثيل ضروري في حكومة حرة وأن الديمقراطية لا يمكن أن تعيش إذا لم يتم توزيع الفرص الاقتصادية بشكل جيد، وبالتالي تصور الديمقراطية ليس فقط كشكل من أشكال الحكومة التمثيلية، ولكن منظومة اجتماعية كاملة.

## التاريخ والتطور

### في بريطانيا

#### جون ستيوارت ميل

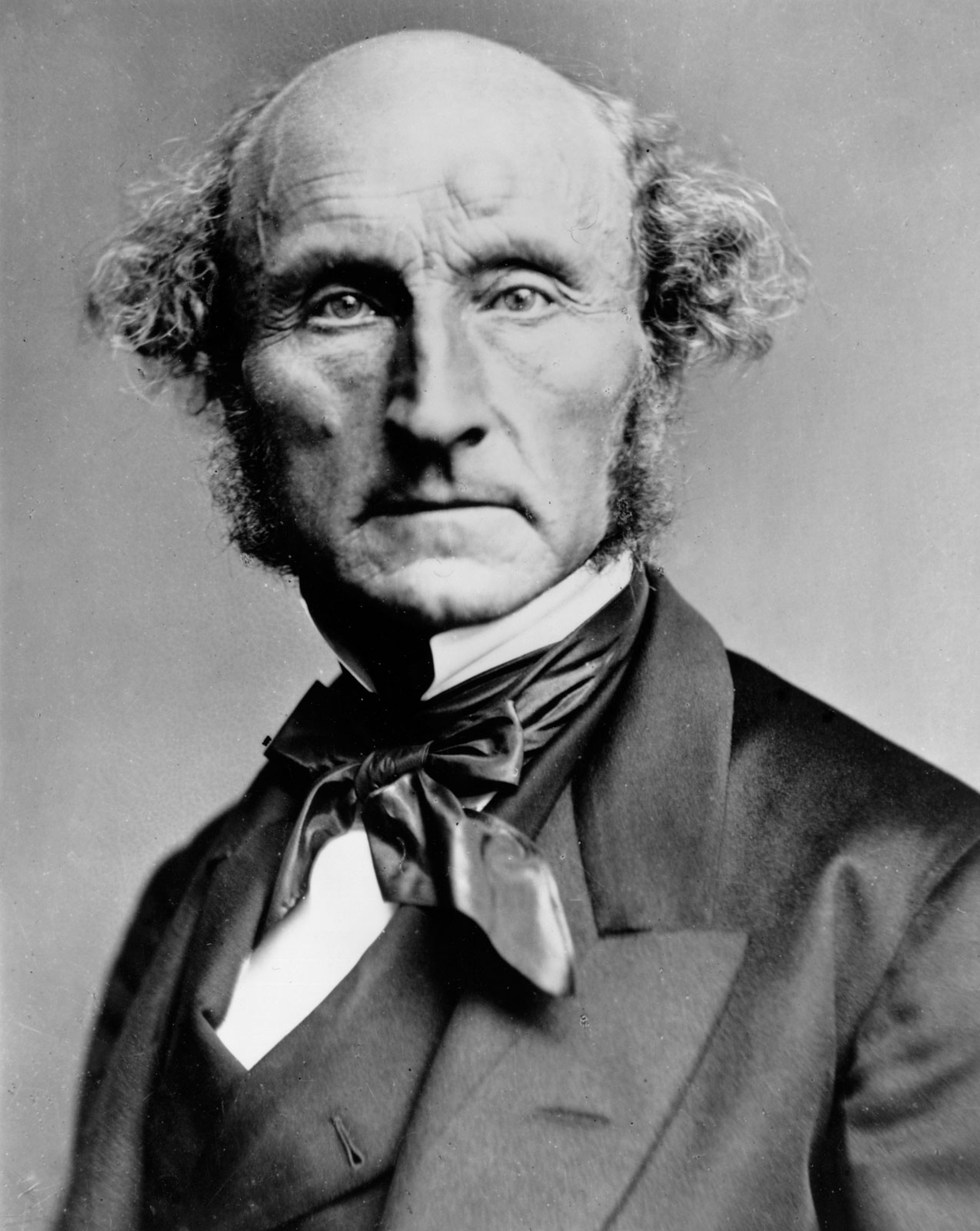
جون ستيوارت ميل

الفكر الاقتصادي الأساسي لليبرالية الاشتراكية أتت عن طريق الفيلسوف جون ستيوارت ميل حيث كانت الفلسفته قائمة بشكل ما على السوق الحرة، فقد قبل التدخلات في الاقتصاد، مثل فرض ضريبة على الكحول، إذا كانت هناك أسباب نفعية كافية. كما قبل مبدأ التدخل التشريعي لغرض رعاية الحيوانات. اعتقد ميل في الأصل أن «المساواة في فرض الضرائب» تعني «المساواة في التضحية»، وأن فرض الضرائب بشكل تدريجي عاقب أولئك الذين عملوا بجد وحافظوا على الكثير من الأشساء لبلدانهم، وبالتالي كان «شكلًا خفيفًا من السرقة».
نظرًا لمعدل الضريبة المتساوي بغض النظر عن الدخل، وافق ميل على فرض ضريبة على الميراث. بحيث يكون لها فائدة على المجتمع وكلن ميل يرى أن الجميع يجب أن يكونوا متساوين بطريقة أو بأخرى. لذلك، فإن تلقي الميراث سوف يضع المرء متفوقاً على محتمعه ما لم يخضع للضريبة على الميراث. كما أنه يجب على من يتبرعون أن يختاروا بعناية أين تذهب أموالهم - بعض المؤسسات الخيرية تستحق أكثر من غيرها. ففي المجالس الخيرية العامة مثل الحكومة ستُصرف الأموال بالتساوي. ومع ذلك، فإن هيئة خيرية خاصة مثل الكنيسة ستَصرف الأموال إلى حد ما لأولئك الذين هم في أمس الحاجة إليها أكثر من غيرها.
غيّر ميل في وقت لاحق وجهات نظره تجاه ميل أكثر اشتراكية، مضيفًا فصولًا إلى مبادئ الاقتصاد السياسي دفاعًا عن النظرة الاشتراكية بعض أسباب الاشتراكية. ضمن هذا العمل المنقح، قدم أيضًا اقتراحًا جذريًا بإلغاء نظام الأجور بالكامل لصالح نظام الأجور التعاوني. ورغم ذلك، لم تتغير وجهات نظره حول فكرة فرض الضرائب ، وإن كانت قد تغيرت في الطبعة الثالثة من مبادئ الاقتصاد السياسي لتعكس الاهتمام بتمييز القيود على الدخل «غير المكتسب»، وهي القيود التي كان يفضلها؛ وأولئك الذين يحصلون على دخل «كسب»، وهي القيود التي لم يفضلها.
كانت مبادئ ميل في لاقتصاد السياسي، التي نُشرت لأول مرة في عام 1848، واحدة من أكثر الكتب قراءة على نطاق واسع في الاقتصاد في تلك الفترة. فكما هيمنت مبادئ آدم سميث في عمله ثروة الأمم خلال فترة سابقة، هيمنت مبادئ ميل الاقتصادية على تدريس الاقتصاد. في جامعات مثل جامعة أكسفورد، كان النص القياسي حتى عام 1919 عندما تم استبداله بمبادئ الاقتصاد للعالم ألفريد مارشال.
في مرحلة ما، روج ميل أيضًا لاستبدال الشركات الرأسمالية بالتعاونيات العمالية، قائلاً:
ومع ذلك، فإن شكل الارتباط، الذي إذا استمرت البشرية في التحسن، يجب توقعه في نهاية المطاف على الغلبة، ليس هو الشكل الذي يمكن أن يوجد بين الرأسمالي كرئيس، وبين العاملين بدون صوت في الإدارة، ولكن رابطة العمال أنفسهم على أساس المساواة، والتملك الجماعي لرأس المال الذي يواصلون به عملياتهم، ويعملون تحت مديرين منتخبين وقابلين للإزالة من جانبهم.

#### الاشتراكية الأخلاقية
مارست الاشتراكية الليبرالية نفوذاً في السياسة البريطانية، وخاصة في البديل المعروف باسم الاشتراكية الأخلاقية. يتمثل أحد المكونات الرئيسية للاشتراكية الأخلاقية في تركيزها على النقد الأخلاقي للرأسمالية وبناء قضية للاشتراكية على أسس أخلاقية أو روحانية بدلاً من الأسس العقلانية والمادية. دعا الاشتراكيون الأخلاقيون إلى اقتصاد مختلط يتضمن قبول دور كل من المؤسسات العامة وكذلك المؤسسات الخاصة المسؤولة اجتماعيًا. تأسست الاشتراكية الأخلاقية على يد الاشتراكي المسيحي تاوني، كما كانت مُثلها مرتبطة بقيم فابيان والنقابات الاشتراكية.
ويؤكد على الحاجة إلى اقتصاد واعي أخلاقياً يستند إلى مبادئ الخدمة والتعاون والعدالة الاجتماعية مع معارضة المليكة الفردية الاشتراكية الأخلاقية متميزة في تركيزها على نقد أخلاقيات الرأسمالية وليس مجرد نقد للقضايا المادية للرأسمالية. ندد تاوني بالسلوكيات الأخلاقية وغير الأخلاقية التي يبحث عنها والتي تدعمها الرأسمالية. عارض ما أسماه «المجتمع الاستثماري» الذي يتسبب في استخدام الملكية الخاصة لتحويل فائض الأرباح إلى «أشخاص لا يعملون أو يمتلكون الوظيفة» - المستأجرون الرأسماليون - . ومع ذلك، لم يستبعد تاوني المديرين ككل، معتقداً أن الإدارة والموظفين يمكن أن يجتمعوا في تحالف سياسي للإصلاح.وأيد تجميع الفائض في الأرباح من خلال فرض ضرائب تدريجية لإعادة توزيع هذه الأموال لتوفير الرعاية الاجتماعية، بما في ذلك الرعاية الصحية العامة والتعليم العام والإسكان العام.

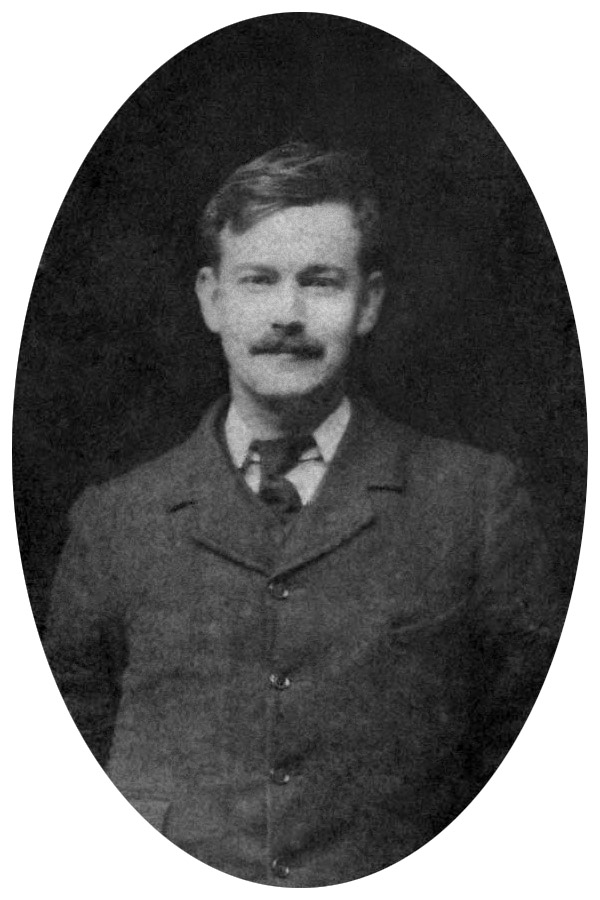
R. H. Tawney

دعا توني إلى تأميم الصناعات والخدمات الاستراتيجية. كما دعا إلى مشاركة العمال في أعمال الإدارة في الاقتصاد وكذلك تعاون المستهلك والموظف وصاحب العمل والدولة في الاقتصاد. على الرغم من أنه قدم الكثير للمشروع العام في الاقتصاد، إلا أنه صرّح بأنه عندما تقدم مؤسسة خاصة خدمة تتناسب مع المجتمع، يمكن أن تترك الشركة بشكل مفيد وشرعي في أيدي القطاع الخاص. أيد الاشتراكي الأخلاقي توماس هيل غرين حق تكافؤ الفرص لجميع الأفراد في التملك بحرية مناسبة، لكنه وضّح أن اكتساب الثروة لا يعني أن الفرد يمكن أن يفعل ما يريد بمجرد أن تكون هذه الثروة في حوزته. عارض غرين «حقوق ملكية القلة» التي تمنع ملكية الممتلكات من قبل الكثيرين.
الاشتراكية الأخلاقية هي أيديولوجية مهمة لحزب العمال البريطاني. أيد رئيس الوزراء العمالي كليمنت أتلي الإيديولوجية التي لعبت دورًا كبيرًا في سياسات حزبه خلال الأربعينيات من القرن الماضي. بعد نصف قرن من ولاية أتلي، وصف توني بلير، رئيس وزراء آخر من حزب العمل، نفسه بأنه تمسك بالاشتراكية الأخلاقية، والتي تجسد بالنسبة له قيم «العدالة الاجتماعية، والمساواة في القيمة لكل مواطن، والمساواة في الفرص، والمجتمع». وقد تأثر بلير من قبل أتلي وجون ماكموراي (الذي تأثر هو نفسه بـ غرين)، وقد عرّف بلير الأيديولوجية بعبارات مماثلة مثل اتباع السابقيين - مع التركيز على الصالح العام والحقوق والمسؤوليات المشتركة بالإضافة إلى دعم المجتمع التعاوني في الذي يزدهر الأفراد من خلال التعاون. جادل بلير بأن حزب العمل واجه مشاكل في الستينيات والسبعينيات عندما تخلى عن الاشتراكية الأخلاقية وأن تعافيه تطلب العودة إلى القيم التي روجت لها حكومة أتلي، ومع ذلك، فقد اتهمه منتقدوه (داخل وخارج حزب العمل) بالتخلي تماما عن الاشتراكية لصالح الرأسمالية.

### في ألمانيا

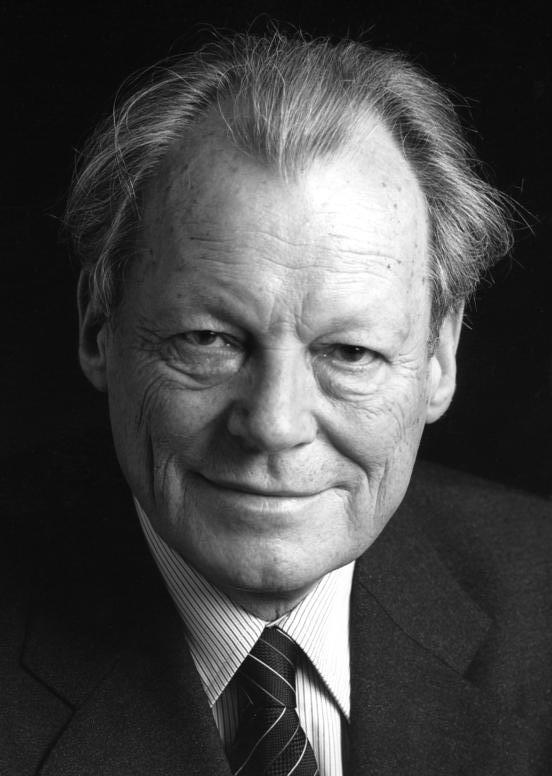
ويلي براندت

تم تطوير نسخة مبكرة من الاشتراكية الليبرالية في ألمانيا من قبل فرانز أوبنهايمر. رغم أنه كان ملتزماً بالاشتراكية، إلا أن نظريات أوبنهايمر ألهمت تطور الليبرالية الاجتماعية التي اتبعها المستشار الألماني لودفيغ إرهارد، الذي قال ما يلي: «طالما أعيش، فلن أنسى فرانز أوبنهايمر! سأكون سعيدًا إذا لا يزال اقتصاد السوق الاجتماعي - مثالي أو غير كامل - يشهد على العمل، والموقف الفكري لأفكار وتعاليم فرانز أوبنهايمر».
في الثلاثينيات من القرن العشرين، بدأ الحزب الاشتراكي الديمقراطي الألماني (SPD)، وهو حزب سياسي اشتراكي إصلاحي كان يعتمد آنذاك على الماركسية التحريرية، في الانتقال من الماركسية نحو الاشتراكية الليبرالية. بعد أن تم حظره من قبل النظام النازي في عام 1933، تصرف الحزب الديمقراطي الاشتراكي في المنفى من خلال سوباد (اسم منظمة المنفى للحزب الديمقراطي الاجتماعي في ألمانياSoPaDe). في عام 1934، بدأ سوباد بنشر مواد تشير إلى أن الحزب الاشتراكي الديمقراطي كان يتجه نحو الاشتراكية الليبرالية. أعلن كيرت جيير، المؤيد البارز للاشتراكية الليبرالية داخل سوباد، أن سوباد يمثل تقليد الديمقراطية الاجتماعية لجمهورية فايمار - الاشتراكية الديمقراطية الليبرالية وأعلن أن سوباد تمسك بمسؤوليته للمبادئ الليبرالية التقليدية إلى جانب الواقعية السياسية للاشتراكية. بعد استعادة الديمقراطية في ألمانيا الغربية، ألغى برنامج Godesberg التابع للحزب الديمقراطي الاشتراكي في عام 1959 السياسات الماركسية المتبقية للحزب. ثم أصبح الحزب الاشتراكي الديمقراطي مستندا رسميا إلى freiheitlicher Sozialismus (الاشتراكية الليبرالية). تم تحديد مستشار ألمانيا الغربية ويلي براندت على أنه اشتراكي ليبرالي.

### في إيطاليا

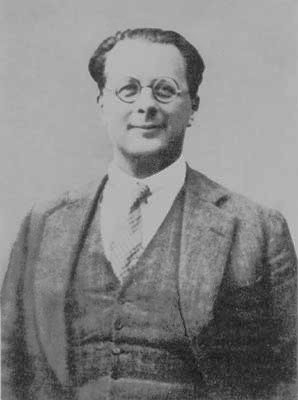
كارلو روسيلي

استلهم الاشتراكي الإيطالي كارلو روسيلي من تعريف الاشتراكية من قِبل مؤسس الديمقراطية الاجتماعية، إدوارد برنشتاين، الذي عرف الاشتراكية بأنها «الليبرالية المنظمة». توسّع روسيلي في حجج برنشتاين من خلال تطوير مفهومه للاشتراكية الليبرالية (الإيطالية: socialismo liberale) في عام 1925، قام روسيلي بتعريف الأيديولوجية في عمله الذي يحمل نفس الاسم الذي دعم فيه نوع الاقتصاد الاشتراكي الذي حدده الاقتصادي الاشتراكي فيرنر سومبارت في دير كابيتاليسموس الحديثة (1908) التي تصور اقتصادًا مختلطًا جديدًا عصريًا شمل الملكية العامة والخاصة على حد سواء
المنافسة الاقتصادية المحدودة وزيادة التعاون الاقتصادي. رغم تقديره لمبادئ الليبرالية كأيديولوجية تؤكد التحرير، إلا أن روسيلي شعر بخيبة أمل عميقة من الليبرالية كنظام وصفه بأنه يُستخدم من قبل البرجوازية لدعم امتيازاتها مع إهمالها لمكونات التحرير في الليبرالية كأيديولوجية ومن ثم ينظر إلى الليبرالية التقليدية كنظام أصبح مجرد أيديولوجية «الرأسمالية البرجوازية». في نفس الوقت، أعرب روسيلي عن تقديره للاشتراكية كأيديولوجية، لكنه شعر بخيبة أمل عميقة من الاشتراكية التقليدية كنظام. ردا على خيبة أمله من الاشتراكية التقليدية في الممارسة العملية، أعلن روسيلي: «إن التجارب الأخيرة، كل تجارب السنوات الثلاثين الماضية، أدانت على نحو ميؤوس منه البرامج البدائية للاشتراكيين. اشتراكية الدولة خاصة أو عامة أو اشتراكية مركزية - قد هزمت». استندت الاشتراكية الليبرالية في روسيلي جزئياً إلى دراسته وإعجابه بالمواضيع السياسية البريطانية لجمعية فابيان وجون ستيوارت ميل (كان قادرًا على قراءة النسخ الإنجليزية من أعمال ميلز أون ليبرتي قبل توافرها باللغة الإيطالية والتي بدأت في عام 1925). زاد إعجابه بالاشتراكية البريطانية بعد زيارته للمملكة المتحدة في عام 1923 حيث التقى بجورج درومغول كولمان، توني وأعضاء آخرون في جمعية فابيان.
كان مكونًا مهمًا من عناصر الاشتراكية الليبرالية الإيطالية التي طورها روسيلي هو معاداة الفاشية. عارض روسيلي الفاشية واعتقد أن الفاشية لن تُهزم إلا بإحياء الاشتراكية. أسس روسيلي حركة (Giustizia e Libertà)العدل والحرية، كحركة مقاومة تأسست في الثلاثينيات في معارضة للنظام الفاشي في إيطاليا. كان فيروتشيو باري الذي أصبح فيما بعد رئيس وزراء إيطاليا - وساندرو بيرتيني - الذي أصبح لاحقًا رئيسًا لإيطاليا - من بين زعماء جوستيزيا إي ليبرتا. كان جوستيزيا إي ليبرتا ملتزمًا بعمل عسكري لمحاربة النظام الفاشي ورأى أن بينيتو موسوليني قاتل لا يرحم يستحق أن يُقتل كعقاب. تم تصميم مخططات مبكرة مختلفة من قبل الحركة في الثلاثينات من القرن الماضي لاغتيال موسوليني، بما في ذلك خطة دراماتيكية لاستخدام طائرة لإسقاط قنبلة على ساحة فينيسيا حيث أقام موسوليني.

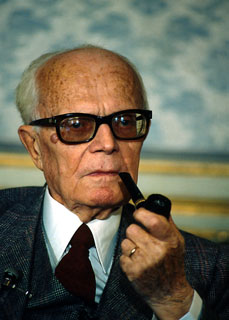
ساندرو بارتيني

بعد وفاة روسيلي، تم تطوير الاشتراكية الليبرالية في الفكر السياسي الإيطالي عن طريق جويدو كالوجيرو. على عكس روسيلي، نظر كالوجيرو إلى الإيديولوجية كأيديولوجية فريدة من «الليبرالية الاجتماعية» التي كانت منفصلة عن الأيديولوجيات الليبرالية والاشتراكية القائمة. أنشأ كالوجيرو«البيان الأول لليبرالية الاجتماعية» في عام 1940 والذي ينص على ما يلي:
«على أساس الليبرالية الاجتماعية يقف مفهوم الوحدة والهوية الجوهرية للسبب الأساسي، الذي يدعم ويبرر الاشتراكية في مطالبتها بالعدالة بقدر ما يفعل الليبرالية في مطالبتها بالحرية. يتزامن هذا السبب المثالي مع نفس المبدأ الأخلاقي الذي يجب على البشرية والحضارة، في الماضي والمستقبل، أن يحكموهما دائمًا. هذا هو المبدأ الذي ندرك من خلاله شخصية الآخرين على عكس شخصنا ونمنح لكل منهم الحق في امتلاك أنفسهم»
بعد الحرب العالمية الثانية، شغل فيروتشيو باري من حزب العمل الاشتراكي الليبرالي لفترة وجيزة منصب رئيس وزراء إيطاليا في عام 1945. في عام 1978، تم انتخاب الاشتراكي الليبرالي ساندرو بيرتيني من الحزب الاشتراكي الإيطالي رئيسًا لإيطاليا في عام 1978 وشغل منصب الرئيس حتى عام 1985 .

### في بلجيكا
شانتال موف هو أبرز المدافعين البلجيكيين عن الاشتراكية الليبرالية. وقد وصف الاشتراكية الليبرالية:
«لتعميق وإثراء الفتوحات التعددية للديموقراطية الليبرالية، يجب كسر الصلة بين الليبرالية السياسية والفردية، لجعلها نهجًا جديدًا للفردية يعيد طبيعتها الاجتماعية دون تحويله إلى مكون بسيط من الكل العضوي. هذا هو المكان الذي قد يكون الفكري الاشتراكي التقليدي فيه شيء للمساهمة في المشروع الديمقراطي وهنا يكمن جوهر الاشتراكية الليبرالية».

### في هنغارية (المجر)
في عام 1919، أعلن السياسي الهنغاري أوسكار جازي دعمه لما سماه «الاشتراكية الليبرالية» بينما شجب «الاشتراكية الشيوعية». في مقابل التركيز السائد للديمقراطية الاجتماعية الكلاسيكية على دعم الطبقة العاملة، رأى جازي أن الفلاحين من الطبقة المتوسطة وأصحاب الأملاك الصغيرة ضروريون لتنمية الاشتراكية وتحدث عن الحاجة إلى «طبقة وسطى راديكالية». تأثرت وجهات نظره بشكل خاص بالأحداث التي وقعت في المجر في عام 1919 والتي تضمنت ثورة البلشفية والتي ندد خلالها على وجه التحديد بالنظرة الماركسية للعالم بعد فترة وجيزة من انهيار الجمهورية السوفيتية الهنغارية، مُركزاً آرائه «ضد ماركس» على منهجية ميكانيكية خالية من القيمة وغير أخلاقية:
«إن الأزمة العالمية الرهيبة والمدهشة الحالية هي إلى حد كبير نتيجة للشيوعية الميكانيكية الماركسية والعدمية غير الأخلاقية. يجب إيجاد صيغ جديدة للحياة والحرية والاشتراكية»
عزز جازي شكلاً من أشكال الاشتراكية التعاونية التي شملت مبادئ الحرية الليبرالية والطوعية واللامركزية. لقد عارض هذه النسخة المثالية من الاشتراكية مع النظام السياسي القائم آنذاك في الاتحاد السوفياتي، والذي حدده على أنه قائم على الأخطار الديكتاتورية والعسكرية، بالإضافة إلى النظام الاقتصادي المعطل حيث يتم تجاهل المنافسة والجودة.
أعمال جازي التي كانت تبرر إدانة الشيوعية البلشفية أثرت على الحياة العامة في هنغارية في الثمانينات خصوصاً عندما تم اكتشاف نسخ من أعماله وتهريبها إلى المجر التي كانت تحت حكم الشيوعية حينها.